# Institutsvergütungsverordnung
Die Verordnung über die aufsichtsrechtlichen Anforderungen an Vergütungssysteme von Instituten (Institutsvergütungsverordnung) beinhaltet bankaufsichtsrechtliche Mindestanforderungen für die Vergütungssysteme von deutschen Finanzinstituten, die schädliche Anreize zur Eingehung unverhältnismäßig hoher Risiken unterbinden sollen. Es handelt sich also um Regelungen zur Sicherung der Bankenstabilität und damit auch zur Sicherung der Finanzmarktstabilität.

## Maßgebliche internationale und nationale Regulierungsinitiativen
Neben den Aufsehern erkannte auch das Institute of International Finance, die Lobbyorganisation der internationalen Finanzindustrie, fehlleitende Vergütungssysteme der Banken als Ursache für die jüngste Finanzkrise. Aus diesem Grunde entwickelte der Rat für Finanzstabilität (englisch Financial Stability Board, FSB) Prinzipien für solide Vergütungspraktiken vom 2. April 2009 und darauf aufbauende konkrete Standards vom 25. September 2009. Die vorgenannten Anforderungen des FSB wurden von der Gruppe der zwanzig wichtigsten Industrie- und Schwellenländer (G-20) auf dem Gipfel in Pittsburgh im September 2009 gebilligt.
Auch auf europäischer Ebene wurden Vergütungsanforderungen entwickelt, die mittlerweile über die FSB-Anforderungen hinausgehen. Von besonderer Bedeutung war in diesem Zusammenhang die Richtlinie 2010/76/EU […] zur Änderung der Richtlinien 2006/48/EG und 2006/49/EG im Hinblick auf die Eigenmittelanforderungen für das Handelsbuch und Weiterverbriefungen und im Hinblick auf die aufsichtliche Überprüfung der Vergütungspolitik vom 14. Dezember 2010 (Capital Requirements Directive III – CRD III). Die CRD III beauftragte den Ausschuss der Europäischen Aufsichtsbehörden für das Bankwesen (CEBS) damit, weitere Vergütungsleitlinien zu erarbeiten, die bereits parallel zur Veröffentlichung der CRD III am 10. Dezember 2010 veröffentlicht wurden.
Die Anforderungen aus Basel III wurden auf europäischer Ebene zum einen durch die Eigenkapitalrichtlinie (englische Abkürzung CRD IV) umgesetzt, die die CRD III ablöste und als Richtlinie jeweils in den nationalen Rechtsordnungen umzusetzen war. In diesem Zusammenhang sind auch die Vergütungsanforderungen in die Eigenkapitalrichtlinie überführt worden. Zum anderen wurde die Kapitaladäquanzverordnung (englische Abkürzung CRR) erlassen. Der wesentliche Teil der Vergütungsanforderungen verbleibt im Richtlinienteil, so dass die InstitutsVergV auch nach Inkrafttreten der Eigenkapitalrichtlinie existieren wird.
Die Eigenkapitalrichtlinie berücksichtigt auch die Erkenntnisse, die die EBA durch einen sogenannten Implementation Survey (Survey on the implementation of the CEBS Guidelines on Remuneration Policies and Practices vom 12. April 2012) über die Umsetzung der europäischen Vergütungsanforderungen in den nationalen Rechtsordnungen und Instituten gewonnen hat. Hierbei wurden Umsetzungsdefizite der Industrie u. a. bei der Identifikation von sogenannten Risk Takern und der Verwendung risikoadjustierter Vergütungsparameter auf verschiedenen Unternehmensebenen deutlich. Überdies wurde stellenweise ein sehr hohes Verhältnis von variabler zu fixer Vergütung festgestellt. Wegen dieser Erkenntnisse sieht die Eigenkapitalrichtlinie einen Regulatory Technical Standard (RTS) zu qualitativen und quantitativen Kriterien für die Risk Taker-Identifikation vor. Als Binding Technical Standard (BTS) entfaltet dieser RTS als Delegierte Verordnung der Europäischen Kommission in den nationalen Rechtsordnungen unmittelbare Wirkung. Die EBA hat einen RTS über die qualitativen und quantitativen Kriterien für die Risk Taker-Identifikation veröffentlicht, nachdem sie zuvor einen Entwurf dieses RTS konsultiert hatte.
Schon die CRD III und damit die InstitutsVergV forderte angemessene Verhältnisse zwischen der variablen und fixen Vergütung. Die Eigenkapitalrichtlinie sieht nun maximale Verhältnisse der variablen zur fixen Vergütung vor. Die variable Vergütung darf grundsätzlich 100 Prozent der fixen Vergütung nicht überschreiten. Allerdings können bei der Berechnung dieses Verhältnisses bis zu 25 Prozent der variablen Vergütung außer Betracht bleiben. Die bis zu 25 Prozent kommen dadurch zustande, dass die Teile der variablen Vergütung, die in Instrumenten wie Aktien ausgezahlt werden, mit ihrem abgezinsten Wert in Ansatz gebracht werden können, wobei hier nur ein realistischer Abzinsungsfaktor toleriert werden kann. Der maximale Anteil der variablen Vergütung kann durch Beschluss der Eigentümer des Instituts auf bis zu 200 Prozent der fixen Vergütung erhöht werden. Dafür bedarf es aber einer detaillierten Beschlussempfehlung, die die Gründe für die Erhöhung des Verhältnisses und die Auswirkungen auf eine angemessene Eigenmittelausstattung darlegt, und einer Benachrichtigung aller Eigentümer, dass eine solche Erhöhung des Maximalverhältnisses geplant ist. Der Beschluss bedarf einer Mehrheit von mindestens 66 Prozent der vertretenen und stimmberechtigten Eigentümeranteile, sofern mindestens 50 Prozent der stimmberechtigten Eigentümeranteile bei der Abstimmung vertreten sind, oder mindestens 75 Prozent der vertretenen und stimmberechtigten Eigentümeranteile. Eigentumsanteile von betroffenen Mitarbeitern sind nicht stimmberechtigt.
Das maximale Verhältnis von variabler zu fixer Vergütung ist für eine effektive Regulierung von Vergütungssystemen nicht von übergeordneter Bedeutung, weil dieses eines der derzeitigen Hauptprobleme der Regulierung von Vergütungssystemen nicht löst. Die Regelungen über ein Maximalverhältnis von variabler zu fixer Vergütung, wie auch die Anforderungen an die Risikoadjustierung der variablen Vergütung, Malussysteme etc., werden nämlich nicht für alle Mitarbeiter gelten, sondern nur für die Risk Taker. Die teilweise sehr geringen Zahlen der von den Instituten identifizierten Risk Taker lassen darauf schließen, dass die Methodik der Institute zur Identifizierung von Risk Takern darauf gerichtet ist, möglichst viele Mitarbeiter nicht als Risk Taker zu identifizieren, damit diese keinen regulatorischen Anforderungen unterliegen. Um dem entgegenzuwirken, wurde erreicht, dass die Eigenkapitalrichtlinie die Schaffung eines oben genannten RTS zu qualitativen und quantitativen Kriterien für die Risk Taker-Identifikation vorsieht.
Mittlerweile hat die Europäische Kommission am 4. März 2014 die Delegierte Verordnung (EU) Nr. 604/2014 in Bezug auf qualitative und angemessene quantitative Kriterien zur Ermittlung der Risikoträger veröffentlicht. Diese ist am 26. Juni 2014 in Kraft getreten und wurde wegen eines Fehlers in Art. 4 Abs. 1 lit. c) zwischenzeitlich durch die Delegierte Verordnung 2016/861 vom 18. Februar 2016 in geringem Maße korrigiert.
Die EBA hat außerdem Leitlinien für eine solide Vergütungspolitik (EBA/GL/2015/22) veröffentlicht, die die bis dahin geltenden CEBS-Leitlinien ersetzen.
In Deutschland wurden die vorgenannten internationalen Vergütungsanforderungen mit dem Gesetz über die aufsichtsrechtlichen Anforderungen an die Vergütungssysteme von Instituten und Versicherungsunternehmen vom 21. Juli 2010 (BGBl. I S. 950), in Verbindung mit der Institutsvergütungsverordnung vom 6. Oktober 2010 (BGBl. I S. 1374), umgesetzt. Erläuterungen zu der InstitutsVergV fanden sich in der entsprechenden Verordnungsbegründung. Mittlerweile wurde die Eigenkapitalrichtlinie mit dem Gesetz zur Umsetzung der Richtlinie 2013/36/EU über den Zugang zur Tätigkeit von Kreditinstituten und die Beaufsichtigung von Kreditinstituten und Wertpapierfirmen und zur Anpassung des Aufsichtsrechts an die Verordnung (EU) Nr. 575/2013 über Aufsichtsanforderungen an Kreditinstitute und Wertpapierfirmen (CRD IV-Umsetzungsgesetz) vom 28. August 2013 (BGBl. I S. 3395) in deutsches Recht umgesetzt. In der Folge wurden zum 1. Januar 2014 auch alle maßgeblichen Rechtsverordnungen angepasst, u. a. auch die Institutsvergütungsverordnung.

## Novellierung der Institutsvergütungsverordnung im Jahr 2014
Nach dem gefundenen Kompromiss zu den Vergütungsregelungen in der Eigenkapitalrichtlinie wurde die novellierte Institutsvergütungsverordnung am 19. Dezember 2013 veröffentlicht (BGBl. I S. 4270), zu der auch eine Verordnungsbegründung existiert. Die Verordnung ist am 1. Januar 2014 in Kraft getreten. Sie wurde parallel zu dem CRD IV-Umsetzungsgesetz entwickelt, für das der Finanzausschuss des Deutschen Bundestages am 15. Mai 2013 eine Beschlussempfehlung abgegeben hat. Dabei wurden nicht nur die Regelungen zum Verhältnis der variablen zur fixen Vergütung in deutsches Recht übernommen. Es wurden auch weitere schon vorhandene Regelungen detailliert, die in der Praxis bis dahin nicht zufriedenstellend umgesetzt wurden. Dies betraf z. B. die Einstufung als bedeutendes Institut im Sinne des § 1 Abs. 2 InstitutsVergV a. F. (§ 17 InstitutsVergV n. F.), den Vergütungsausschuss bzw. Vergütungskontrollausschuss und die gruppenweite Anwendung der Vergütungsregelungen. Aufgewertet werden auch die Regelungen zur Ermittlung des Gesamtbetrages der variablen Vergütungen (Gesamtbonuspool) in § 4 InstitutsVergV a. F. (§ 7 InstitutsVergV n. F.) der – auch im Zusammenspiel mit § 45 Abs. 2 Satz 1 Nr. 5a und 6 KWG sowie § 10i KWG – variable Vergütungen zu Lasten der Substanz des Unternehmens erheblich erschwert.
Bemerkenswert ist in diesem Zusammenhang, dass laut Beschlussempfehlung des Finanzausschusses des Bundestages zu § 25a Abs. 6 Nr. 3 KWG ein Vergütungskontrollausschuss einzurichten ist. Laut dem Bericht des Finanzausschusses des Bundestages vom 15. Mai 2013, S. 24, soll der Vergütungskontrollausschuss die Aufgaben des bisherigen Vergütungsausschusses übernehmen. Der Vergütungskontrollausschuss ist gemäß § 25d Abs. 12 KWG n. F. aber ein Ausschuss des Aufsichtsorgans. Damit ist das Aufsichtsorgan über den Vergütungskontrollausschuss parallel in die Entwicklung bzw. Weiterentwicklung der Vergütungssysteme auch für Mitarbeiter einzubinden. Hieraus ergaben sich zahlreiche Fragestellungen. Dabei war insbesondere zu klären, ob die konzeptionelle überwachende Begleitung durch den Vergütungskontrollausschuss durch Mitarbeiter des Unternehmens erfolgen kann, wie dies bislang beim Vergütungsausschuss der Fall war. Problematisch bei dieser Frage war, dass nicht das Aufsichtsorgan, sondern der Vorstand die Disziplinarbefugnis gegenüber Mitarbeitern hat und jedenfalls ein Interessenkonflikt bestehen würde. Folgerichtig sieht die novellierte InstitutsVergV die Einführung eines Vergütungsbeauftragten (§§ 23 ff. InstitutsVergV n. F.), vergleichbar einem Compliance-Beauftragten, vor. Kraft einer autonomeren Stellung im Unternehmen kann der Vergütungsbeauftragte diese laufende Überwachung wahrnehmen und ein Interessenkonflikt reduziert werden.
Darüber hinaus hat die BaFin eine Auslegungshilfe zur Institutsvergütungsverordnung veröffentlicht, die an die jeweiligen aufsichtlichen Standards zu den einzelnen Vergütungsanforderungen angepasst werden kann und so ein hohes Maß an Transparenz der aufsichtlichen Anforderungen für die betroffenen Institute schafft.

## Überarbeitung der Institutsvergütungsverordnung im Jahr 2017
Da die EBA nach der Novellierung der Institutsvergütungsverordnung EBA-Leitlinien für eine solide Vergütungspolitik veröffentlicht hat, wurde eine Überarbeitung der Verordnung und auch der Auslegungshilfe der BaFin erforderlich. Nach Konsultationsphase ist am 3. August 2017 die Verordnung zur Änderung der Institutsvergütungsverordnung im Bundesgesetzblatt verkündet worden und am 4. August in Kraft getreten. Verordnungsgeberin ist die BaFin. Die BaFin hat am 16. Februar 2018 darüber hinaus eine Auslegungshilfe zur geänderten Institutsvergütungsverordnung veröffentlicht (Stand 15. Februar 2018). Diese ersetzt die Auslegungshilfe vom 1. Januar 2014. Hiermit wurden umfangreiche Neuerungen und Detaillierungen bei den Vergütungsanforderungen geschaffen. Zu nennen sind u. a. Regelungen zur Abgrenzung von variabler und fixer Vergütung, zu Abfindungen, Auslands- und Funktionszulagen, Halteprämien, Organisationsrichtlinien und Dokumentationspflichten, Offenlegungspflichten sowie zu Rückforderungsvereinbarungen in Bezug auf variable Vergütungen (Clawback-Klausel oder Rückgewähr- oder Rückforderungsvereinbarung).

## Fortlaufende Datenerhebungen durch die Aufsichtsbehörden
Die Anforderungen in der CRD III bzw. in der Eigenkapitalrichtlinie sehen unter anderem vor, dass die nationalen Aufsichtsbehörden vergütungsbezogene Daten erheben und an die Europäische Bankenaufsichtsbehörde (European Banking Authority – EBA) weitergeben. Dabei geht es zum einen um Angaben zum Vergleich von Vergütungstrends und -praktiken und zum anderen um Angaben zu Vergütungen ab 1 Million Euro pro Person.
Um die national zu erhebenden Daten auf Ebene der EU vergleichbar zu machen, hat die EBA am 27. Juli 2012 entsprechende Leitlinien veröffentlicht: die Leitlinien zu einem Vergleich von Vergütungstrends und -praktiken (EBA Guidelines on the Remuneration Benchmarking Exercise – EBA/GL/2012/4) und die Leitlinien zur Erhebung von Daten zu Großverdienern (EBA Guidelines on the Data Collection Exercise Regarding High Earners – EBA/GL/2012/5). Die vorgenannten Leitlinien wurden im Jahr 2014 überarbeitet und von der EBA veröffentlicht. Sie enthalten neben Regelungen über die Art und Weise der Informationserhebung auch Meldebögen für die Abfragen bei den Instituten. Die EBA hat mittlerweile auf ihrer Internetseite Auswertungen von Daten für die Jahre 2010 bis 2016 veröffentlicht, die auf Grundlage der vorgenannten EBA-Leitlinien erhoben wurden.

### EBA-Leitlinien zum Vergütungsvergleich (Benchmarking) (EBA/GL/2014/8)
Ziel der Leitlinien zu einem Vergleich von Vergütungstrends und -praktiken ist es, dass sowohl die nationalen Aufsichtsbehörden als auch die EBA Vergütungstrends und -praktiken vergleichen können. Die EU-rechtliche Grundlage findet sich in Artikel 75 Absatz 1 der Eigenkapitalrichtlinie.
Abgefragt wird auf vollkonsolidierter Basis, bezogen auf den Europäischen Wirtschaftsraum und Drittstaaten. Zuständig ist die Aufsichtsbehörde, in deren Zuständigkeitsbereich das übergeordnete Unternehmen der Gruppe seinen Sitz hat. Abgefragt werden Informationen über die Anzahl der Personen, deren Tätigkeiten einen wesentlichen Einfluss auf das Gesamtrisikoprofil eines Instituts haben (sogenannte Risk-Taker) sowie die Anzahl der Vergütungselemente und deren Höhe. Die Inhalte der Abfrage orientieren sich im Wesentlichen an den Veröffentlichungspflichten aus der Eigenkapitalrichtlinie bzw. der Kapitaladäquanzverordnung.

### EBA-Leitlinien zur Datenerfassung im Hinblick auf Personen mit hohem Einkommen (High Earner) (EBA/GL/2014/7)
Die Leitlinien zur Erhebung von Daten zu Großverdienern haben zum Ziel, die Verteilung von Mitarbeitern mit einer Gesamtvergütung ab 1 Mio. Euro innerhalb der EU zu ermitteln, und zwar unterteilt nach Mitgliedstaaten (Territorialprinzip). Die EU-rechtliche Grundlage findet sich in Artikel 75 Absatz 3 der Eigenkapitalrichtlinie. Danach ist auch vorgesehen, dass die EBA die Informationen für jeden Mitgliedstaat aggregiert veröffentlicht.
Die EBA verlangt, dass sich die Abfrage grundsätzlich an alle Institute in einem Mitgliedstaat richtet. Abgefragt wird auf konsolidierter Basis, und zwar im Gegensatz zu den zu einem Vergleich von Vergütungstrends und -praktiken ausschließlich bezogen auf den Europäischen Wirtschaftsraum. Die Abfrage erfolgt ebenfalls durch diejenige Aufsichtsbehörde, in deren Zuständigkeitsbereich das übergeordnete Unternehmen der Gruppe seinen Sitz hat. Die EBA sammelt alle Meldungen der verschiedenen nationalen Aufsichtsbehörden zu einem Mitgliedstaat und aggregiert diese zum Zwecke der Veröffentlichung. Mitarbeiter, die überwiegend außerhalb des Europäischen Wirtschaftsraumes tätig sind, werden nicht erfasst.
Abgefragt wird die Zahl der Mitarbeiter, die eine Gesamtvergütung ab 1. Mio. Euro erhalten, sowie die Information, wie viele dieser Personen Risk-Taker sind. Zu melden ist darüber hinaus vor allem die Höhe der variablen und fixen Vergütung, unterteilt nach Geschäftsbereichen.